# 南相馬市
南相馬市（日语：／ Minamisōma shi */?）是福島縣濱通地方北部的市。
設立于2006年1月1日，由原町市與相馬郡小高町、鹿島町合併而成。
位處磐城市與仙台市中間（距兩市75km），是濱通北部的中心。

## 基本概況
- 面積：398.50km²
- 人口：73,722人（2023年為5萬7人）
  - 男性：35,673人
  - 女性：38,049人
- 戶数：23,417戶
- 人口密度：185.00人/km²

（2006年1月1日）

## 地理
- 東邊面向太平洋，西為阿武隈山地。
- 山：八森山、八丈石山、国見山
- 河川：新田川、真野川、小高川、宮田川、太田川、水無川

### 相鄰的自治体
- 相馬市
- 相馬郡：飯舘村
- 双葉郡：浪江町

## 历史

### 沿革
- 2006年1月1日：原町市與相馬郡小高町・鹿島町合併。
- 2011年3月11日：在東日本大地震中遭海嘯侵襲，遭受毀滅性破壞。

## 行政

### 歷任市長
| 屆數 | 姓名     | 就任年月日    | 退任年月日    | 備考                 |
| ---- | -------- | ------------- | ------------- | -------------------- |
| 1    | 渡邊一成 | 2006年1月30日 | 2010年1月28日 | 舊原町市長           |
| 2—3  | 櫻井勝延 | 2010年1月29日 | 2018年1月28日 | 任內發生東日本大震災 |
| 4    | 門馬和夫 | 2018年1月29日 | 現職          |                      |

## 外部連結
- 官方网站 （日語）